# Valentina Fofré
Valentina Tiziana Fofré (Córdoba, provincia de Córdoba, Argentina, 27 de octubre de 2002) es una futbolista argentina, que juega como delantera. Su último club fue Talleres, club con el que consiguió el campeonato y ascenso a Primera División. Actualmente se encuentra sin club.

## Trayectoria
Fofré comenzó su trayectoria a los 13 años en Medea de la Liga Cordobesa, tras jugar de pequeña solo en equipos de varones. Convirtió su primer gol a los 13 años, cuando anotó en el triunfo por 4 a 0 ante Independiente de Carlos Paz. En 2019, pasó a Camioneros, donde jugaba como volante por derecha o defensora central.
En 2023, llegó a Talleres, que debutaba en la Primera B a nivel nacional. Sin embargo, sus primeros partidos fueron con el plantel que jugaba la LCF. Allí anotó 25 goles en 10 partidos, lo que le valió ser considerada para las convocatorias para los partidos del primer equipo. Las Matadoras lograron el tercer puesto ese año y no les alcanzó para ascender, pero Fofré logró afianzarse ya jugando como delantera. Dejó el club tras dos años, que le permitieron posicionarse entre las principales goleadoras de la T en sus primeros pasos en AFA.

## Clubes
| Club       | País      | Año       |
| ---------- | --------- | --------- |
| Medea      | Argentina | 2016-2018 |
| Camioneros | Argentina | 2019-2022 |
| Talleres   | Argentina | 2023-2024 |